# Jak–30 (1960)
A Jak–30 (NATO-kódja: Magnum) szovjet sugárhajtású gyakorló és kiképző repülőgép. A Varsói Szerződés légierőinek egységesített kiképző és gyakorló repülőgépének szánták, de helyette erre a célra a csehszlovák L–29 Delfínt választották. Együléses gyakorló és műrepülő változata a Jak–32.

## Története
Az OKB–115 tervezőirodában 1957-ben kezdték el a Jak–17UTI és a Jak–23UTI utódjának szánt sugárhajtású kiképző és gyakorló repülőgép tervezését, melynek kezdetben a Jak–104 típusjelzést adták. A gép főkonstruktőre K. V. Szinyelscsikov volt. A gép koncepcióját 1957 február–márciusban készítették el. A légierő júliusban jóváhagyta az elképzelés, majd novembertől a gép makettjét a CAGI szélcsatornájában vizsgálták. 1967 augusztusában elkészítették a gép teljes méretű makettjét. A Jak–104-hez szánt, az AM–5-ön alapuló R5–45-ös gázturbinás sugárhajtómű késése miatt a prototípus építését átmenetileg szüneteltették. Ezzel egy időben a 300-as gépgyár tervezőirodája saját kezdeményezés alapján egy teljesen új, kis méretű új hajtómű kifejlesztését kezdte el a Jak–104-hez. Az OKB–300-nál Jurij Guszev irányításával készült a kifejezetten gyakorló gépekhez szánt, kis tolóerejű RU19–300-as gázturbinás sugárhajtómű, amely 1961 februárjára teljesítette a 100 órás fékpadi üzemet. 
1959 végén írtak ki egy pályázatot a Varsói Szerződésben egy egységesített kiképző és gyakorló repülőgép kifejlesztésére. A Jakovlev tervezőiroda a Jak–104-es repülőgéppel indult a pályázaton. Így a megfelelő hajtómű ígéretével felgyorsult a repülőgép fejlesztése. A gép két prototípusát 1960 tavaszára építették meg, ezzel egy időben a típusjelzést Jak–30-ra változtatták. A két géppel a gyári repülési teszteket 1960 májusa és 1961 márciusa között hajtották végre. A repülések során mind a repülőgép, mind a hajtóművek megbízhatóan működtek. 1961 első felében még két további példányt építettek. 
A pályázaton a csehszlovák repülőgépipar az L–29 Delfin gyakorló géppel vett részt, míg Lengyelország a TS–11 Iskra géppel indult. A Gromov Repülő-kísérleti Intézet pilótái 1961 augusztusában és szeptemberében végezték el a három típussal az összehasonlító repülési teszteket a monyinói repülőtéren. A tesztek során a Jak–30-as nyújtotta a legjobb teljesítményt, míg az L–29 mellett szólt a jobb megbízhatóság, a kiforrottabb konstrukció és az alacsonyabb gyártási költség. A TS–11 Iskra minden paraméterben elmaradt a Jak–30 és az L–29 mögött. Végül politikai döntés alapján az L–29 Delfin sorozatgyártása mellett döntöttek és ez a gép vált a Varsói Szerződés alapvető kiképző és gyakorló gépévé az 1960-as években. Lengyelország azonban külön utat választott és Delfin helyett a TS–11 Iskra gyártása és rendszeresítése mellett döntöttek. 
A Jak–30 fejlesztési programját lezárták, a négy megépített prototípus után a sorozatgyártásra nem került sor. Az elkészült négy gép közül kettő a Jakovlev vállalat birtokában van, egy példány (80-as oldalszámmal) pedig az Orosz Légierő Központi Múzeumában van kiállítva. Egy gép 1965. szeptember 8-án összetört, amikor műrepülés közben, pilótahiba miatt a gép lezuhant.
1961-ben a DOSZAAF számára elkészítették a gép egyszemélyes, műrepülésre szánt változatát, a Jak–32-t. Azonban ebből is csak három darab készült, sorozatban nem gyártották.
Az 1960-as évek elején, amikor a Jakovlev tervezőirodában elkezdtek foglalkozni a függőlegesen felszálló repülőgépek fejlesztésével, készült egy koncepció a Jak–30-ra alapozva. A Jak–30V jelzésű tervnél a gépet két emelőhajtóművel szerelték volna fel. A tervet végül elvetették.
1971-ben ismét elővették a gép terveit, amikor – az Aero L–39 versenytársaként – kidolgoztak egy tervet a Jak–30-on alapuló, AI–25-ös sugárhajtóművel felszerelt kiképző és gyakorló repülőgépre. A terv azonban nem jutott túl a kezdeti fázison.

## Műszaki adatok

### Geometriai méretek és tömegadatok
- Fesztáv: 9,39 m
- Hossz: 10,14 m
- Magasság:  3,10 m
- Szárnyfelület: 14,30 m²
- Üres tömeg: 1514 kg
- Maximális felszálló tömeg: 2400 kg

### Hajtómű
- Hajtóművek száma: 1 db
- Típusa: TR–19–300 gázturbinás sugárhajtómű
- Maximális tolóerő: 8,82 kN

### Repülési jellemzők
- Utazósebesség: 548 km/h
- Maximális sebesség: 660 km/h
- Emelkedőképesség: 18 m/s
- Maximális repülési magasság: 14 000 m
- Hatótávolság: 965 km